# Mouhammad al-Boukhârî
 (mars 2015).
Si vous disposez d'ouvrages ou d'articles de référence ou si vous connaissez des sites web de qualité traitant du thème abordé ici, merci de compléter l'article en donnant les références utiles à sa vérifiabilité et en les liant à la section « Notes et références ».
Pour les articles homonymes, voir Boukhari.
Mouhammad al-Boukhari (en arabe : مُحَمَّد ٱلْبُخَارِي), connu sous le nom d'imam Boukhari ou al-Boukhari (810 - 870) est un érudit musulman sunnite d'origine perse et de famille appartenant à la région de Boukhara, origine parfois discutée. Son nom complet est Abou ‘Abd-'Allah Mouhammad ibn Isma’îl ibn Ibrahim ibn al-Moughira (en arabe : أَبُو عَبْد الله مُحَمَّد بْنُ إِسْمَاعِيل بْنُ إِبْرَاهِيم بْنُ ٱلْمُغِيرَة بْنُ بَزْدِرْبَه ٱلْجُعْفِي ٱلْبُخَارِي). Al-Moughira est le premier converti à l'islam parmi les ancêtres de Boukhari,.
L'imam al-Boukhari compte parmi les grands noms de l'islam sunnite, notamment en raison de son ouvrage de compilation de hadîths, le Sahih al-Boukhari. Ce livre est, pour les sunnites, l'ouvrage de référence compilant les actions et les enseignements oraux du prophète de l'islam. À ce jour, le Sahih al-Boukhari est très souvent considéré comme le livre le plus authentique (sahih) de la religion islamique - et en particulier du sunnisme - après le Coran, ce dernier étant un livre sacré qui est pour les musulmans la parole verbatim de Dieu.

## Biographie

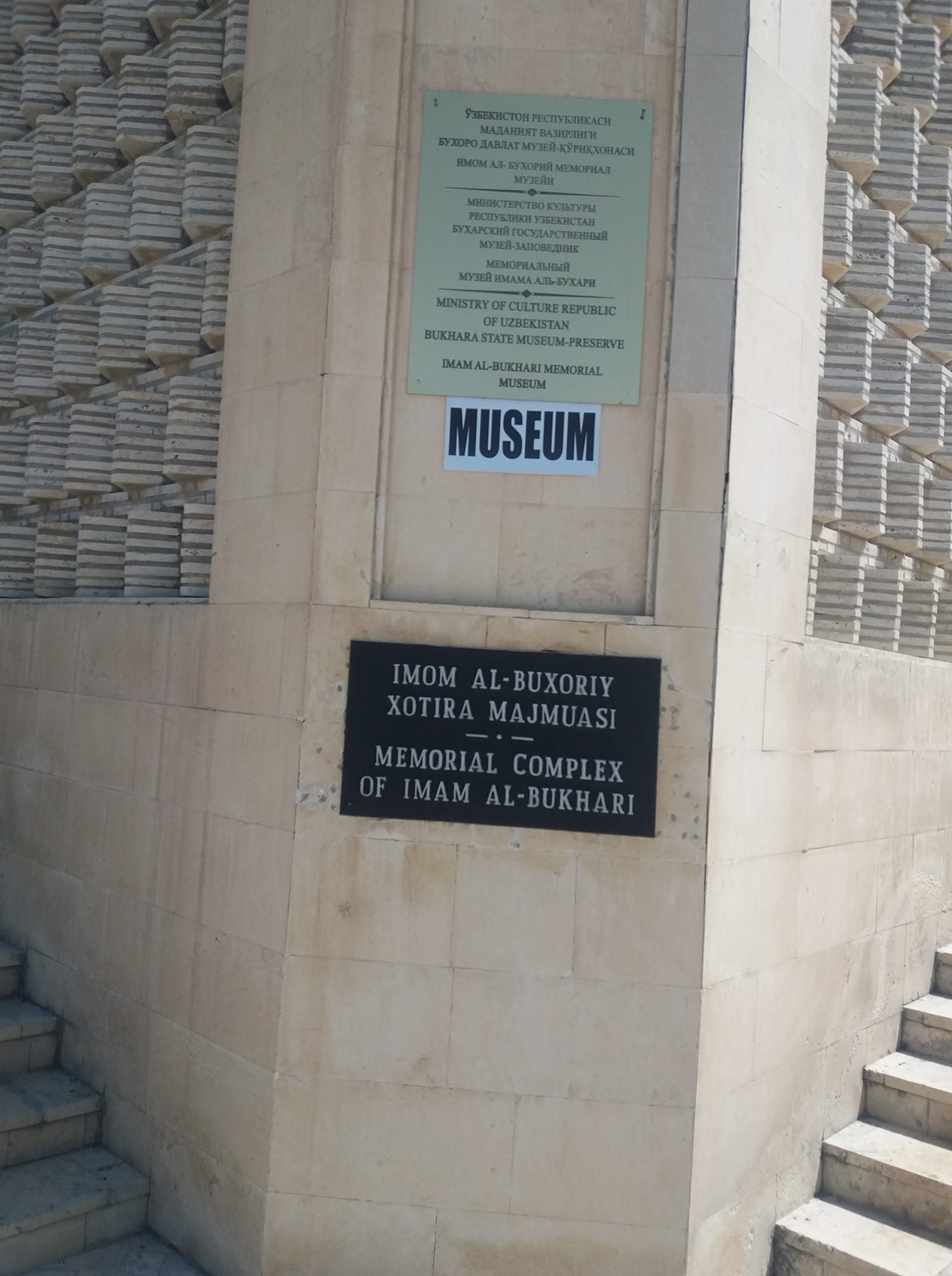
Musée et médersa al-Bukhari, sur son lieu de naissance à Bukhara, en Ouzbékistan.

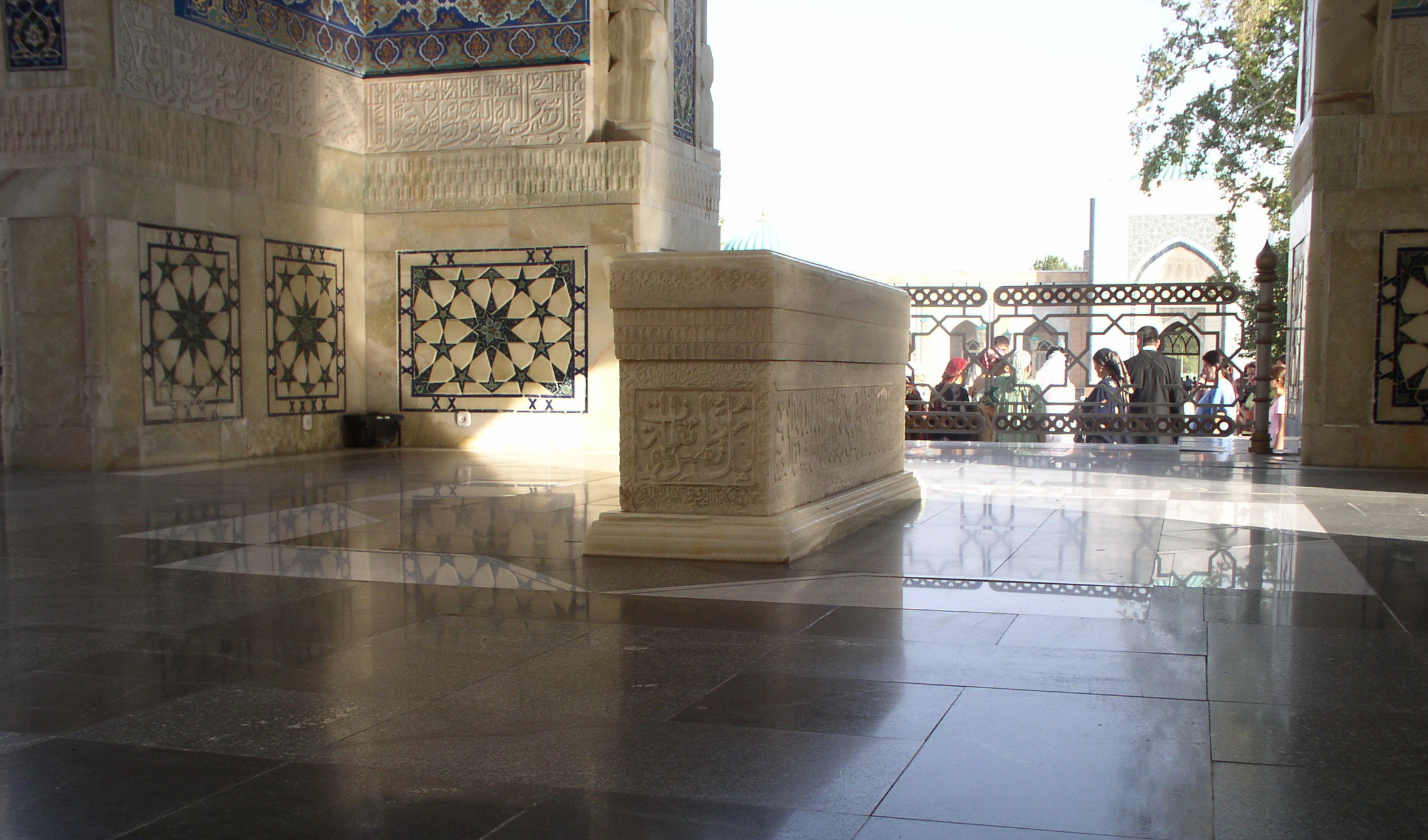
Mausolée de l'imam al-Bukhari à Samarcande.

L’imam al-Boukhari naquit le (20 juillet 810) à Boukhara, dans la province perse du Khorassan. Aujourd'hui, la ville natale de l'Imam se trouve en Ouzbékistan. Son père, Ismail Ibn Ibrahim, érudit et homme de lettres ayant notamment côtoyé de célèbres savants dont Hamac Ibn Ryad, Ibn Al-Mubarak ou encore Malik Ibn Anas, mourut alors qu’il avait deux ans. C'est alors sa mère qui l'éleva. Elle investissait son temps et son argent sur lui, lui offrant tous les cours nécessaires à son éducation religieuse.
Al-Bukhari montre très tôt des signes d'une mémoire exceptionnelle, il mémorisa le Coran en 3 ans et à douze ans il avait déjà mémorisé quelque 7000 ahadith (ou -hadiths-).
En 825, sa mère décida d'effectuer le pèlerinage à la Mecque en sa compagnie. Al-Bukhari lui demanda alors la permission d'y rester pour étudier, ce qu'elle accepta. 

### Al-Jâmi'us-Sahih: Le recueil authentique
Le plus ancien manuscrit connu et qui figure à Berlin remonte au XVe siècle. "Alī al-Yūnīnī, frère de Qutb al-Dīn al-Yūnīnī, historien du XIIIe siècle, a établi son manuscrit autographe du Sahih d'al-Buhārī à partir de quatre manuscrits et de trois traditions orales. Il a détaillé les différentes voies de la tradition dans son épître intitulée Rumūz. Au XVe siècle, le 'muhaddith' Muhammad al-Badrāni a ajouté cette épître à son propre manuscrit d'al-Jâmi'us-Sahih. C'est un exemplaire de ce Sahih et des Rumūz, qui est maintenant conservé à Berlin".

### Un juriste réputé pour sa mémoire
L’imam al-Boukhari était tellement réputé pour sa mémoire, que des savants de Bagdad auraient décidé de le tester. Ils lui auraient cités cent hadiths erronés avec des chaînes de transmissions volontairement manipulées. À leur grand étonnement, al-Bukhari non seulement aurait retenu les quelque 100 hadiths avec leurs erreurs, mais les aurait corrigés scrupuleusement l’un après l’autre avec plusieurs chaînes de transmissions. Ce genre de test basé sur des hadiths dont la chaine de transmission est volontairement tronquée (hadith maqlub) était pratiqué de temps en temps par les savants du hadith et n'est pas spécifique à Al-Bukhari. Par exemple, Yahya ibn Maîn et Ahmad ibn Hanbal ont pareillement testé, Abu Nuaym à la même époque en lui présentant 30 de ses hadiths en y en ajoutant 3 n'étant pas d'Abu Nuaym.

## L'imam Al-Bukhâri et l’interprétation
Comme de nombreux imams de sa génération, Al-Boukhâri a eu recours à l'interprétation, qui consiste à se détourner d'un sens qui impliquerait d'attribuer à Dieu un sens indigne, pour un sens qui est en accord avec la croyance sunnite et la langue arabe. Ainsi dans le chapitre d’Exégèse de son Sahîh, Al-Boukhâri a dit au sujet du verset 88 de Soûrat Al-Qasas : « {koullou chay-in hâlikoun illâ wajhah} ce qui signifie : {Tout sera détruit sauf Son wajh} [c’est-à-dire] : Sauf Sa souveraineté (illâ moulkah) ; et il est dit aussi : sauf ce par quoi on recherche l'agrément de Allâh ».

## Œuvres de Bukhari
- Al-Jâmi'us-Sahih, contenant près de 7275 hadiths considérés comme authentiques selon sa méthodologie
- Al-adab al-mufrad, traité sur le bon comportement en islam
- Al-târikh ul-kabîr, traité sur la bibliographie des rapporteurs de hadiths
- Al-târikh us-saghîr, synthèse de Al-târikh ul-kabîr
- Al-du’afâ' us-saghîr, collection de hadiths faiblement authentiques (selon sa méthodologie)
- Tawarih wa-l ansâb, traité sur certains rapporteurs de hadiths
- At-tafsir’ul kebir, exégèse du Coran, disparu
- Raf’il yadayni fis-salâh, concernant la position des mains pendant la prière
- Kitab al-qiraati khalf al-imam, concernant la récitation derrière l’imam
- Al Aqîda, le dogme musulman
- Khalq al-af’alil-'ibad wa’l raddu ala’jahmiya, réfutation aux Jahmites
- Akhbârus sifat, traité sur les Qualités Divines
- Al-târikh fi ma'rifati Ruwad’il hadith, au sujet des rapporteurs de hadiths